# Квалификације за Европско првенство у фудбалу 2016 — група Г
Група Г квалификација за Европско првенство у фудбалу 2016. састојала се од шест репрезентација: Русија, Шведска, Аустрија, Црна Гора, Молдавија и Лихтенштајн.
Репрезентације Аустрије и Русије су као првопласиране и другопласиране репрезентације избориле директан пласман на првенство, док је као трећепласирана у групи у бараж отишла репрезентација Шведске.

## Табела
| Табела групе Г | Табела групе Г | Табела групе Г | Табела групе Г | Табела групе Г | Табела групе Г | Табела групе Г | Табела групе Г | Табела групе Г | Табела групе Г |  |          |        |         |           |             |           |  | Домаћи | Домаћи | Домаћи | Домаћи | Домаћи | Домаћи | Домаћи | Гости | Гости | Гости | Гости | Гости | Гости | Гости |
|                | Репрезентација | И              | Д              | Н              | И              | ДГ             | ПГ             | ГР             | Бод.           |  | Аустрија | Русија | Шведска | Црна Гора | Лихтенштајн | Молдавија |  | И      | Д      | Н      | И      | ДГ     | ПГ     | Бод.   | И     | Д     | Н     | И     | ДГ    | ПГ    | Бод.  |
| 1.             | Аустрија       | 10             | 9              | 1              | 0              | 22             | 5              | +17            | 28             |  | —        | 1:0    | 1:1     | 1:0       | 3:0         | 1:0       |  | 5      | 4      | 1      | 0      | 7      | 1      | 13     | 5     | 5     | 0     | 0     | 15    | 4     | 15    |
| 2.             | Русија         | 10             | 6              | 2              | 2              | 21             | 5              | +16            | 20             |  | 0:1      | —      | 1:0     | 2:0       | 4:0         | 1:1       |  | 5      | 3      | 1      | 1      | 8      | 2      | 10     | 5     | 3     | 1     | 1     | 13    | 3     | 10    |
| 3.             | Шведска        | 10             | 5              | 3              | 2              | 15             | 9              | +6             | 18             |  | 1:4      | 1:1    | —       | 3:1       | 2:0         | 2:0       |  | 5      | 3      | 1      | 1      | 9      | 6      | 10     | 5     | 2     | 2     | 1     | 6     | 3     | 8     |
| 4.             | Црна Гора      | 10             | 3              | 2              | 5              | 10             | 13             | -3             | 11             |  | 2:3      | 0:3    | 1:1     | —         | 2:0         | 2:0       |  | 5      | 2      | 1      | 2      | 7      | 7      | 7      | 5     | 1     | 1     | 3     | 3     | 6     | 4     |
| 5.             | Лихтенштајн    | 10             | 1              | 2              | 7              | 2              | 26             | -24            | 5              |  | 0:5      | 0:7    | 0:2     | 0:0       | —           | 1:1       |  | 5      | 0      | 2      | 3      | 1      | 15     | 2      | 5     | 1     | 0     | 4     | 1     | 11    | 3     |
| 6.             | Молдавија      | 10             | 0              | 2              | 8              | 4              | 16             | -12            | 2              |  | 1:2      | 1:2    | 0:2     | 0:2       | 0:1         | —         |  | 5      | 0      | 0      | 5      | 2      | 9      | 0      | 5     | 0     | 2     | 3     | 2     | 7     | 2     |

## Резултати
| Русија                                                                | 4 : 0  | Лихтенштајн |
| --------------------------------------------------------------------- | ------ | ----------- |
| Бухел 4’ (аг.) · Бургмејер 50’ (аг.) · Комбаров 54’ (пен.) · Џуба 54’ | Детаљи |             |

| Аустрија        | 1 : 1  | Шведска    |
| --------------- | ------ | ---------- |
| Алаба 7’ (пен.) | Детаљи | Зенгин 12’ |

| Црна Гора                     | 2 : 0  | Молдавија |
| ----------------------------- | ------ | --------- |
| Вучинић 45+2’ · Томашевић 73’ | Детаљи |           |

| Шведска      | 1 : 1  | Русија      |
| ------------ | ------ | ----------- |
| Тоивонен 49’ | Детаљи | Кокорин 10’ |

| Молдавија | 1 : 2  | Аустрија                     |
| --------- | ------ | ---------------------------- |
| Дедов 27’ | Детаљи | Алаба 12’ (пен.) · Јанко 51’ |

| Лихтенштајн | 0 : 0  | Црна Гора |
| ----------- | ------ | --------- |
|             | Детаљи |           |

| Русија          | 1 : 1  | Молдавија    |
| --------------- | ------ | ------------ |
| Џуба 73’ (пен.) | Детаљи | Епуреану 74’ |

| Шведска                 | 2 : 0  | Лихтенштајн |
| ----------------------- | ------ | ----------- |
| Зенгин 34’ · Дурмаз 46’ | Детаљи |             |

| Аустрија  | 1 : 0  | Црна Гора |
| --------- | ------ | --------- |
| Окоти 24’ | Детаљи |           |

| Аустрија  | 1 : 0  | Русија |
| --------- | ------ | ------ |
| Окоти 73’ | Детаљи |        |

| Црна Гора          | 1 : 1  | Шведска        |
| ------------------ | ------ | -------------- |
| Јоветић 80’ (пен.) | Детаљи | Ибрахимовић 9’ |

| Молдавија | 0 : 1  | Лихтенштајн   |
| --------- | ------ | ------------- |
|           | Детаљи | Бургмеиер 74’ |

| Црна Гора | 0 : 3 службени резултат | Русија |
| --------- | ----------------------- | ------ |
|           | Детаљи                  |        |

| Молдавија | 0 : 2  | Шведска                     |
| --------- | ------ | --------------------------- |
|           | Детаљи | Ибрахимовић 46’, 84’ (пен.) |

| Лихтенштајн | 0 : 5  | Аустрија                                                              |
| ----------- | ------ | --------------------------------------------------------------------- |
|             | Детаљи | Харник 14’ · Јанко 16’ · Алаба 59’ · Јунузовић 74’ · Арнаутовић 90+3’ |

| Русија | 0 : 1  | Аустрија  |
| ------ | ------ | --------- |
|        | Детаљи | Јанко 33’ |

| Шведска                         | 3 : 1  | Црна Гора             |
| ------------------------------- | ------ | --------------------- |
| Берг 37’ · Ибрахимовић 40’, 44’ | Детаљи | Дамјановић 64’ (пен.) |

| Лихтенштајн | 1 : 1  | Молдавија |
| ----------- | ------ | --------- |
| Визер 20’   | Детаљи | Богиу 43’ |

| Русија     | 1 : 0  | Шведска |
| ---------- | ------ | ------- |
| Дзјуба 38’ | Детаљи |         |

| Аустрија      | 1 : 0  | Молдавија |
| ------------- | ------ | --------- |
| Јунузовић 52’ | Детаљи |           |

| Црна Гора                 | 2 : 0  | Лихтенштајн |
| ------------------------- | ------ | ----------- |
| Бећирај 38’ · Јоветић 56’ | Детаљи |             |

| Шведска           | 1 : 4  | Аустрија                                      |
| ----------------- | ------ | --------------------------------------------- |
| Ибрахимовић 90+1’ | Детаљи | Алаба 9’ (пен.) · Харник 38’, 88’ · Јанко 77’ |

| Молдавија | 0 : 2  | Црна Гора                 |
| --------- | ------ | ------------------------- |
|           | Детаљи | Савић 9’ · Раку 65’ (аг.) |

| Лихтенштајн | 0 : 7  | Русија                                                                    |
| ----------- | ------ | ------------------------------------------------------------------------- |
|             | Детаљи | Дзјуба 21’, 45’, 73’, 90’ · Кокорин 40’ (пен.) · Смолов 77’ · Џагојев 85’ |

| Лихтенштајн | 0 : 2  | Шведска                    |
| ----------- | ------ | -------------------------- |
|             | Детаљи | Берг 18’ · Ибрахимовић 55’ |

| Молдавија    | 1 : 2  | Русија                     |
| ------------ | ------ | -------------------------- |
| Чеботару 85’ | Детаљи | Игнашевич 58’ · Дзјуба 78’ |

| Црна Гора                 | 2 : 3  | Аустрија                                    |
| ------------------------- | ------ | ------------------------------------------- |
| Вучинић 32’ · Бећирај 68’ | Детаљи | Јанко 55’ · Арнаутовић 81’ · Забитцер 90+2’ |

| Аустрија                        | 3 : 0  | Лихтенштајн |
| ------------------------------- | ------ | ----------- |
| Арнаутовић 12’ · Јанко 54’, 57’ | Детаљи |             |

| Русија                          | 2 : 0  | Црна Гора |
| ------------------------------- | ------ | --------- |
| Кузмин 33’ · Кокорин 37’ (пен.) | Детаљи |           |

| Шведска                      | 2 : 0  | Молдавија |
| ---------------------------- | ------ | --------- |
| Ибрахимовић 23’ · Зенгин 47’ | Детаљи |           |

## Стрелци
8 голова
| - Артјом Дзјуба | - Златан Ибрахимовић |

7 голова
| - Марк Јанко |

4 гола
| - Давид Алаба |

3 гола
| - Марко Арнаутовић - Мартин Харник | - Александар Кокорин | - Еркан Зенгин |

2 гола
| - Златко Јунузовић - Рубин Окоти | - Мирко Вучинић - Стеван Јоветић | - Фатос Бећирај - Маркус Берг |

1 гол
| - Марсел Сабицер - Сандро Визер - Франц Бургмајер - Александру Дедов - Александру Епуреану - Еугенију Кеботару | - Георге Богију - Дејан Дамјановић - Жарко Томашевић - Стефан Савић - Алан Дзагојев - Димитри Комбаров | - Олег Кузмин - Сергеј Игнашевич - Фјодор Смолов - Ола Тојвонен - Џими Дурмаз |

Аутогол
| - Мартин Бухел (против Русије) - Франц Бургмајер (против Русије) | - Петру Раку (против Црне Горе) |